# Stevensville, Montana
Stevensville är en stad i Ravalli County i delstaten Montana, USA. Staden hade vid folkräkningen år 2000 1 553 invånare. Den har enligt United States Census Bureau en area på totalt 1,3 km², allt är land.